# 8130 Seeberg
8130 Seeberg (1976 DJ1) là một tiểu hành tinh nằm phía ngoài của vành đai chính được phát hiện ngày 27 tháng 2 năm 1976 bởi F. Borngen ở Tautenburg.